# Aachener TSC Blau-Silber
Der Aachener Tanzsportclub Blau-Silber e. V. war ein deutscher Tanzsportverein mit Sitz in Aachen, der seinen Schwerpunkt auf den Breitensport sowie seit 2005 auch auf das lateinamerikanische Formationstanzen legte. Er wurde am 12. März 1973 als „Dance Better Aachen“ gegründet und nahm 1982 seinen aktuellen Namen an.
Der Verein, welcher als reiner Breitensportclub gegründet wurde, erhielt 2005 eine Formationsabteilung, die bis zur Auflösung 2012 mit vier Teams zahlenmäßig zu der stärksten in Nordrhein-Westfalen geworden war.
Neben jährlich stattfinden Formationsturnieren der Bundesliga und des Ligabereiches West war der Aachener TSC Blau-Silber auch Mitausrichter des jährlich stattfindenden Mehrflächenturnieres Tanzen im Dreiländereck, welches gemeinsam mit anderen Aachenern Tanzsportvereinen veranstaltet wird.
In einer gemeinsamen Pressemitteilung vom 28. November 2011 erklärten die Vorstände des ATSC Blau-Silber und des TSC Schwarz-Gelb Aachen, eine Fusion der beiden Vereine für das Jahr 2012 anzustreben. Am 25. Februar 2012 stimmten die Mitgliederversammlungen beider Vereine der Fusion zu.

## Lateinformationen
Die Mannschaften starteten zuletzt in der 2. Bundesliga, Ober- und Landesliga und wurden von einem neunköpfigen Trainergespann unter der Leitung von Kerstin Hering trainiert.

### A-Team

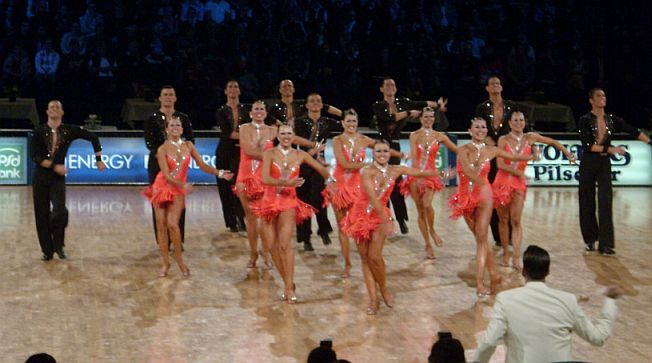
Das A-Team bei der Deutschen Meisterschaft 2009

Das A-Team formierte sich zur Saison 2005/06 neu und konnte nach zwölf Turniersiegen in Folge zur Saison 2007/08 in der Regionalliga an den Start gehen. Getanzt wurde zunächst drei Jahre in Folge eine Choreographie zum musikalischen Thema „Frankie“ mit Musik der Band Frankie Goes to Hollywood. Das A-Team schaffte mit dieser Choreographie den Durchmarsch von der Landesliga West Latein bis in die 2. Bundesliga Latein. In der 2. Bundesliga Latein startete das A-Team dann in der Saison 2008/09 mit dem Thema „Thunder“, mit der die Liga gewonnen werden konnte. In der Saison 2009/10 trat das Team in der 1. Bundesliga Latein an. Musikalisches Thema war erneut „Thunder“. Zum Ende der Saison 2010/11, in der zum musikalischen Thema „Viva La Vida“ getanzt wurde, stieg das Team wieder in die 2. Bundesliga Latein ab.
Musikalische Themen und Platzierungen waren:
- 2005/06: „Frankie“, Landesliga West I: 1. Platz[3] (mit einem 1. Platz beim Aufstiegsturnier in die Oberliga aufgestiegen)[4]
- 2006/07: „Frankie“, Oberliga West I: 1. Platz[5] (mit einem 1. Platz beim Aufstiegsturnier in die Regionalliga aufgestiegen)[6]
- 2007/08: „Frankie“, Regionalliga West: 2. Platz[7] (mit einem 2.–3. Platz beim Aufstiegsturnier in die 2. Bundesliga aufgestiegen)[8]
- 2008/09: „Thunder“, 2. Bundesliga: 1. Platz (in die 1. Bundesliga aufgestiegen)[9]
- 2009/10: „Thunder“, Deutsche Meisterschaft: 5. Platz, 1. Bundesliga: 6. Platz[10]
- 2010/11: „Viva La Vida“, Deutsche Meisterschaft: 7./8. Platz, 1. Bundesliga: 8. Platz[11]
- 2011/12: „Viva La Vida“, 2. Bundesliga, 8. Platz

Cheftrainer war während der ersten fünf Jahre Dirk Reißer (Weltmeister 1992 und 1998), der in den Saisons 2008/09 und 2009/10 von Roman Frieling (2-facher Deutscher Profi-Meister über 10-Tänze 2000 und 2001) unterstützt wurde. Letzter war ebenfalls für die Einzelausbildung im Bereich Latein verantwortlich ist. Assistiert wurde ihnen von Thomas Rath (Weltmeister 1997 und 1998) und Bernhard Liebenhoff (Weltmeister 1996 bis 1998).
Nach dem Klassenerhalt in der 1. Bundesliga konnte im April 2010 Ton Greten als Trainer und Choreograf gewonnen werden, welcher unter der Gesamtleitung von Kerstin Hering (Weltmeisterin 1998) mit Thomas Rath und Bernhard Liebenhoff das A-Team trainierte.

### B-Team
Das B-Team trat zuletzt in der Oberliga West I Latein an. Es wurde von Kerstin Hering und Alfred Boese trainiert.
Bisherige musikalische Themen und Platzierungen:
- 2005/06: „Cuba“, Landesliga West I: 3. Platz (mit einem 3. Platz beim Aufstiegsturnier in die Oberliga aufgestiegen)
- 2006/07: „Soul Passion“, Oberliga West I: 5. Platz
- 2007/08: „Magic“, Oberliga West I: 6. Platz
- 2008/09: „Thunder“, Oberliga West I: 4. Platz
- 2009/10: „Thunder“, Oberliga West I: 6. Platz
- 2010/11: „Viva La Vida“, Oberliga West I: 5. Platz
- 2011/12: „Viva La Vida“, Oberliga West I

### C-Team

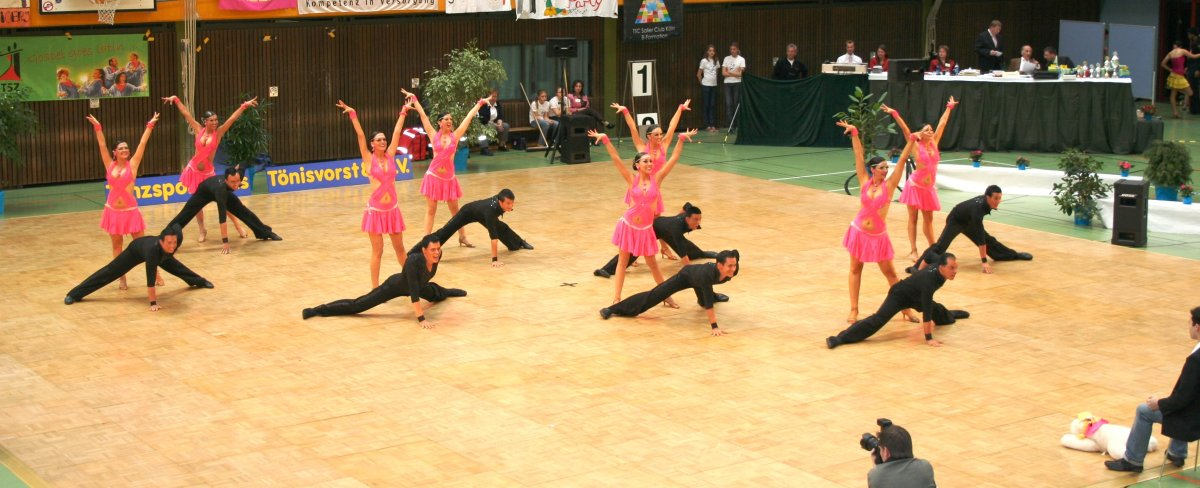
C-Team, 2007

Das C-Team startete zuletzt in der Landesliga West Latein. Es wurde von Konstantin Skerletopoulos und Sonya Stephenson trainiert.
Bisherige musikalische Themen und Platzierungen:
- 2005/06: „Cuba“, Landesliga West I: 5. Platz
- 2006/07: „Frankie“, Landesliga West I: 2. Platz
- 2007/08: „Frankie“, Landesliga West I: 3. Platz
- 2008/09: „Tonight“, Landesliga West I: 3. Platz
- 2009/10: „Thunder“, Landesliga West I: 2. Platz (mit einem 5. Platz beim Aufstiegsturnier in die Oberliga aufgestiegen)
- 2010/11: „Frankie“, Oberliga West I: 8. Platz
- 2011/12: Landesliga West

### D-Team
Das D-Team wurde zur Saison 2006/07 als die Einsteigerformation des Vereins gegründet. Nachdem in den ersten beiden Saisons zum musikalischen Thema „Cuba“ getanzt wurde, startete das Team in der Saison 2008/09 und 2009/10 mit Musik zum Thema „Latin Guitar“ in der Landesliga West Latein. Seit der Saison 2010/11 wurde zum Thema „Frankie“ getanzt.

## Hip-Hop
2007 formierte sich ein Hip-Hop-Formation unter der Leitung von Stefanie Wacht alias C. J. namens „Mighty Mackins“. Diese hat sich auf Anhieb bei den Westdeutschen Meisterschaften für die Deutschen Meisterschaften am 12. und 13. Mai 2007 in Hannover qualifiziert und errang einen 15. Platz von 27 gestarteten Mannschaften.

### Videos
- A-Team - Regionalliga West, Saison 2007/08 - „Frankie“
- A-Team - 2. Bundesliga Bremerhaven, Saison 2008/09 - „Thunder“
- A-Team - 1. Bundesliga Bremen, Saison 2009/10 - „Thunder“
- A-Team - 1. Bundesliga Düren, Saison 2010/11 - „Viva La Vida“